# Skupina dubů v ulici Sládkovičova
Skupina dubů v ulici Sládkovičova jsou čtyři památné stromy, které rostou v Praze 4 na prostranství před panelovým domem.

## Parametry stromů
- Výška (m): 21 - 26
- Obvod (cm): 216 - 272
- Ochranné pásmo: ze zákona, kruh o poloměru 9 m
- Datum prvního vyhlášení: 13.09.2008[1]
- Odhadované stáří: 125 let (k roku 2016)[2]

## Popis
Stromy jsou pozůstatkem původního porostu. Dva krajní duby mají bohatší koruny než dva duby prostřední, které rostou blízko u sebe a mají nedostatek prostoru. Větve stromů jsou hustší směrem k jihu a některé sahají téměř na zem. Duby byly ořezány a stopy po tom jsou patrné. Dva ze stromů mají ve kmeni dutinu zakrytou stříškou. Jejich zdravotní stav je zhoršený.